# 朱讚
朱讚（?—?），沛国谯县（今安徽省亳州市）人，东汉末期人物。
曹真少年时与同宗曹遵、同乡朱讚一起事奉曹操。曹遵、朱讚早早去世，曹真怜悯他们，请求分自己的食邑封给曹遵、朱讚的儿子。皇帝下诏褒扬曹真，说大司马有叔向抚孤之仁，笃晏平久要之分。君子成人之美，允许分曹真封邑赐给曹遵、朱讚的儿子，爵关内侯，各百户。
小説《三国演义》里朱讚任盪寇将軍，蜀汉諸葛亮第一回北伐，曹真率魏军抵御，朱讚为副先鋒。与先鋒曹遵一起与蜀軍交战。诸葛亮假作退兵，朱讚领兵追赶中伏，被赵云所杀。